# Gaidropsarus vulgaris
Espèce
Synonymes
- Gaidropsarus tricirratus[1]
- Gaidropsarus vulagris (Cloquet, 1824)[2]
- Motella tricirrata[1]
- Motella vulgaris (Cloquet, 1824)[2]
- Mustela vulgaris Cloquet, 1824 [2] [1]
- Onos maculata Risso, 1827[2]
- Onos tricirrata[1]
- Onos tricirratus[1]
- Onos vulgaris (Cloquet, 1824) [2]

Statut de conservation UICN

 LC  : Préoccupation mineure
Gaidropsarus vulgaris, communément appelé Motelle à trois barbillons, est une espèce de poissons marins de la famille des Lotidae. Ce poisson est également appelé loche (comme beaucoup d'autres espèces).

## Répartition et habitat
Gaidropsarus vulgaris vit près des côtes européennes de l'océan Atlantique, ainsi que de la mer Méditerranée.
Il affectionne les secteurs rocheux.

## Description
Gaidropsarus vulgaris présente une particularité par rapport aux autres gadidés qui permet de l'identifier aisément : la première nageoire dorsale est en effet atrophiée et disparaît dans un sillon cutané. Le corps et la tête sont de couleur brune à orangée, et sont parsemés de taches plus sombres. La tête présente un barbillon sur la mâchoire inférieure et deux au niveau des narines. La taille maximale est de 60 cm et des individus d'une trentaine de centimètres sont courants.

## Alimentation
Gaidropsarus vulgaris est un prédateur extrêmement vorace et inclut à ce titre dans son régime alimentaire des crabes, des crevettes, des vers polychètes, des poissons, des céphalopodes…

## Reproduction
La reproduction a lieu au printemps et en été. Les œufs et les larves sont pélagiques.